# Camsaracans
Els Camsaracans (armeni: Կամսարականներ, Kamsarakanner) van ser una important família de nakharark d'Armènia amb feu hereditari a l'Arxarunik i al Shirak i capital a Ervandashat (Yerevandashat), terres conegudes també amb el nom de Camsaracània. Tenien el títol hereditari de sparapet, general dels exèrcits. Deien ser descendents de la família Karen o Karin (Karínides), d'origen noble part i, com a tals, van gaudir de la posició de prínceps de la sang a Armènia. Van tenir dos principats: un a l'Airarat anomenat Arxarunik, amb l'antiga capital oròntida d'Ervandashat i la fortalesa de Bagaran, i l'altra al Xirak (Shirak) o Siracene, amb la ciutat d'Aní.

## Història
La casa dels Camsaracans va pujar sota els arsàcides. Cap a l'any 320 apareix esmentat Camsar, que seria l'ancestre epònim. El 339 va morir el cap nacional armeni Vatxè Mamiconi i la direcció de la guerra va passar a Arxavir Camsaracan, príncep de Shirak i del Arxarunik, fill de Camsar. Després va seguir el seu fill Nerseh potser entre els anys 340 i 365.
Al 365 aproximadament, el rei d'Armènia va fer matar molts nakharark incorporant les seves terres (el territori es deia nakharark) a la corona. Els més afectats van ser els Camsaracans de Shirak i Arxarunik (amb les ciutats d'Artagers o Artageras i de Ervandashat) si bé un membre de la família que es va salvar (anomenat Spandarat, germà de Nerseh) va recuperar després les terres familiars.
El 387 apareix com a cap de família Gazavon, que va perdre els dominis quan Pèrsia els va confiscar, però els va recuperar l'any 391, però després els va tornar a perdre. Gazavon el jove, el seu fill, tornava a posseir els dominis al voltant de l'any 420 i cap al 440 era cap de família Arshavir o Arahat.
A la rebel·lió del 451-452 on Vardanes II Mamiconi es va aixecar contra el rei Isdigerdes II. apareixen junts Thathul, Vartz, Nerseh i Asoci. Nersé (Nerseh) i Fraates van estar al costat de Baanes II Mamiconi també el 480-482 quan Fraates Camsaracà va serfet presoner pels perses; durant el trajecte dels presoners, Narsés Camsaracà va preparar una emboscada al Bagrevand i va aconseguir alliberar son germà Fraates. Cap a l'any 484 o 485 els van retornar les terres i durant aquest temps apareix al front de la família un Isaac Camsaracà.
El 543 el nakharar Narses Camsaracà es va revoltar esperant ajut de l'Imperi Romà d'Orient, però va ser derrotat a Ingilena, i els romans d'Orient no van intervenir.
Narses va ser el cap de família en el període entre el 670 i el 693. El 689 l'exèrcit de Justinià II va travessar el país i va arribar a Kartli i Aghuània. Quan va sortir, va deixar com a governador a aquest Narses Camsaracà, nomenat curopalata romà d'Orient per l'emperador, càrrec que va exercir del 690 al 691. Els Camsaracans eren tradicionalment favorables als romans d'Orient. El 691 va ser nomenat governador Simbaci II Bagratuní començant la pujada dels bagràtides.
Cap a l'any 700 una expedició àrab dirigida per Othman Ibn-Walid Ibn-Oqba al Vanand va ser derrotada i desfeta pels Camsaracans.
El darrer cap de família era un altre Narses Camsaracà. Després de la derrota davant dels àrabs el 772, el poder familiar va declinar i es van refugiar a les seves terres a les fonts de l'Araxes, prop de la frontera romana d'Orient. Sense recursos es van veure obligats a vendre els seus dos principats als bagràtides que els podien comprar, ja que a les seves terres tenien unes mines de plata; així el Shirak i l'Arxarunik van passar dels Camsaracans als bagràtides, que es van establir a Bagaran (a l'altre costat de riu, una mica al nord de Ervandashat) cap a l'any 775.
Llavors la família dels Camsaracans va patir un eclipsi de dos segles, però al segle x tornen a reaparèixer sota el nom de Pahlavuní (derivat de Pahlavi), que posseïen un principat al nord-oest del llac Sevan, a la terra de Nig, centrat en el castell de Bjni, com a vassalls de la monarquia bagràtida.